# Horologica lizardensis
Horologica lizardensis là một loài ốc biển, động vật chân bụng trong họ Cerithiopsidae, được tìm thấy ở Biển Caribe và Vịnh Mexico. Nó được Nützel miêu tả năm 1998.